# Asamblea Suprema de Tayikistán
La Asamblea Suprema de la República de Tayikistán (en tayiko: Маҷлиси Олии Ҷумҳурии Тоҷикистон/Majlisi Olii Jumhurii Tojikiston, ruso : Высшее Собрание Республики Таджикистан/Vysšeje sobranije Respubliki Tadžikistan), también conocido simplemente como el Majlisi Olí, es el Parlamento de Tayikistán.

## Cámaras
Tiene dos cámaras :
- Asamblea de Representantes ( Majlisi namoyandagon ), la cámara baja con 63 miembros elegidos por un período de cinco años, 22 por representación proporcional y 41 en distritos electorales de un solo asiento.  El presidente anterior del Majlisi namoyandagon fue Saydullo Khayrulloyev, elegido el 27 de marzo de 2000.  Fue sucedido por Shukurjon Zuhurov el 16 de marzo de 2010.
- Asamblea Nacional ( Majlisi mili ), la cámara alta con 33 miembros, 25 elegidos por un período de cinco años por diputados de majlisi locales y 8 designados por el presidente.  El actual presidente del Majlisi milli es Rustam Emomali  desde el 17 de abril de 2020.

La legislatura bicameral se introdujo en la constitución de septiembre de 1999 . Antes de eso, Tayikistán tenía una legislatura unicameral llamada Asamblea Suprema desde 1991.